# Tunstall (North Yorkshire)
Tunstall is een civil parish in het bestuurlijke gebied Richmondshire, in het Engelse graafschap North Yorkshire.

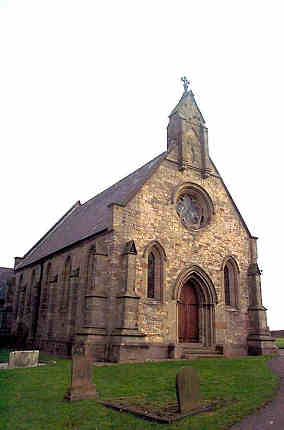
Kerk